# Carlos Cristian Hoffmann
Carlos Cristian Hoffmann (Fráncfort del Meno, 31 de mayo de 1876-Ciudad de México, 26 de noviembre de 1942) fue un académico, entomólogo, catedrático e investigador alemán radicado en México. Es considerado el iniciador de la moderna entomología médica en México.

## Primeros años
Nació el 31 de mayo de 1876 en Fráncfort del Meno, Alemania, siendo hijo de Jorge Felipe Hoffmann y Anna Margaretha Nuss. Realizó sus estudios escolares y universitarios en su ciudad natal y en Marburgo, llevando cursos de especialización, perfeccionamiento y prácticas de ciencias naturales y especialmente de entomología en el herbario de Senckenbergianum en Darmstadt. En 1899 realizó un viaje para explorar los Alpes en el norte de Italia con algunos de sus profesores.

## Carrera
En 1901 emprendió un viaje a Estados Unidos, y a fines de septiembre de ese año llegó a México. A partir de esa fecha exploró todas las regiones de la nación, formando valiosas colecciones de minerales, piezas de talavera, azulejos poblanos y sobre todo, arácnidos e insectos, particularmente lepidópteros, de los cuales llegó a reunir, preparar y clasificar unos 100 000 ejemplares, con los que hizo interesantes a estudios zoogeográficos.
En 1923 empezó a dar cursos de entomología en la entonces llamada Facultad de Altos Estudios de la Universidad Nacional Autónoma de México (UNAM). En 1929 fue miembro fundador del Instituto de Biología y en 1939 participó en la fundación de la Facultad de Ciencias, donde inició la asignatura de artrópodos.
Realizó estudios sobre el hábitat y distribución geográfica de algunos artrópodos transmisores de agentes patógenos, como los moscos que transmiten la oncocercosis, malaria y la fiebre amarilla, incluso describió especies no conocidas anteriormente. La oncocercosis es una enfermedad producida por un gusano nemátodo (Onchocerca volvulus) que es transmitida por las moscas negras. El médico guatemalteco Rodolfo Robles Valverde la descubrió en 1915. La enfermedad se conoce también como ceguera de los ríos, ya que en ocasiones los nemátodos pueden migrar a la córnea de los ojos produciendo ceguera. En este campo desde 1923 hasta 1940, trabajó para la Secretaría de Salubridad Pública en la Sección de Parasitología del Instituto de Higiene, principal centro de investigación médico-biológica del país.
La contribución científica del profesor Hoffmann, está contenida en cerca de noventa memorias aparecidas en diversas publicaciones, y ha sido revisada exhaustivamente por su hija, Anita Hoffmann.
En 1924, fue nombrado director de la Comisión encargada de estudiar la plaga de la langosta en el estado de Veracruz. Publicó numerosos trabajos siendo el más importante el Catálogo sistemático y zoogeográfico de los lepidópteros mexicanos, que se volvió en obra imprescindible de consulta para los especialistas. En 1932 fue nombrado Miembro Corresponsal de la Comisión Internacional de Malaria de la Liga de las Naciones.
También realizó un trabajo monográfico sobre los alacranes del país y su grado de toxicidad, titulado Escorpiones de México.

## Contribuciones entomológicas
- Fue el primero en México que señaló en una comunicación científica formal la probable existencia de la oncocercosis en el país, en 1925.[2]
- Señaló por primera vez, en 1930, la existencia de la filariasis (Mansonella ozzardi) en Yucatán, que ha dado origen a tan interesantes trabajos de otros investigadores mexicanos.[2]
- Estudió también las fiebres manchadas, la úlcera de los chicleros, las garrapatas, algunas plagas agrícolas y veterinarias, etc.[2]

## Vida personal
En 1907 se casó con Ida Iversen Sartorius, hija del escritor alemán Carl Christian Wilhelm Sartorius (1796-1872). Ida falleció dos años más tarde poco después del nacimiento de su primera hija. Nueve años después contrajo nupcias con Esperanza Mendizábal Benítez de Puebla, de este matrimonio nació su hija la reconocida bióloga e investigadora, Anita Hoffmann.
Falleció en la Ciudad de México el 26 de noviembre de 1942.